# Закон неизбежности
«Закон неизбежности» (англ. Laws Of Gravity) — кинофильм режиссёра-дебютанта Ника Гомеса, собравшего огромную команду из никому не известных актёров и, вообще, непрофессионалов «с улицы»,  и снявшего с ними фильм по собственному сценарию.

## Сюжет
Разговоры о пустяках, разгульный и праздный образ жизни по принципу: «выпить-закусить», ссоры и перепалки с жёнами и подружками, мелкие кражи, продажа краденого, а также главный интерес в жизни молодых героев - оружие.

## В ролях
- Питер Грин — Джимми
- Эди Фалко — Дениз
- Адам Трези — Джон
- Пол Шульц — Фрэнки

## Критика
Американская критика взахлеб восторгалась этой картиной режиссёра-дебютанта. Доведённый до высокого реализма стиль актёрской игры и режиссуры выводит фильм в разряд фильмов "художественных поисков" и уводит из полюса сделанных сугубо для коммерческих целей.

## Награды
- Берлинский кинофестиваль, 1993 год
- Победитель (1):
- Приз имени Вольфганга Штаудте